# Oscarsgalan 1994
Oscarsgalan 1994 var den 66:e upplagan av Academy Awards. Galan hölls den 21 mars 1994 och belönade filmer från 1993. Årets värd var Whoopi Goldberg.

## Vinnare och nominerade
Vinnarna listas i fetstil.
| Bästa film | Bästa regi |
| --- | --- |

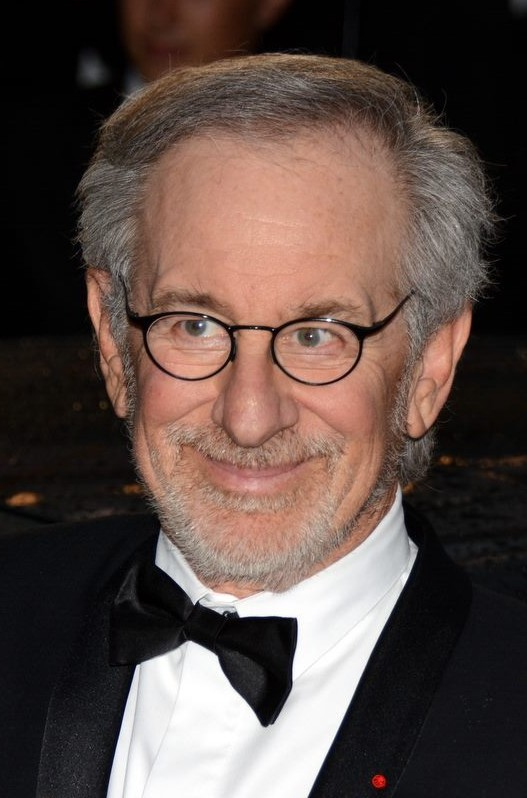
Steven Spielberg
Bästa film och Bästa regi

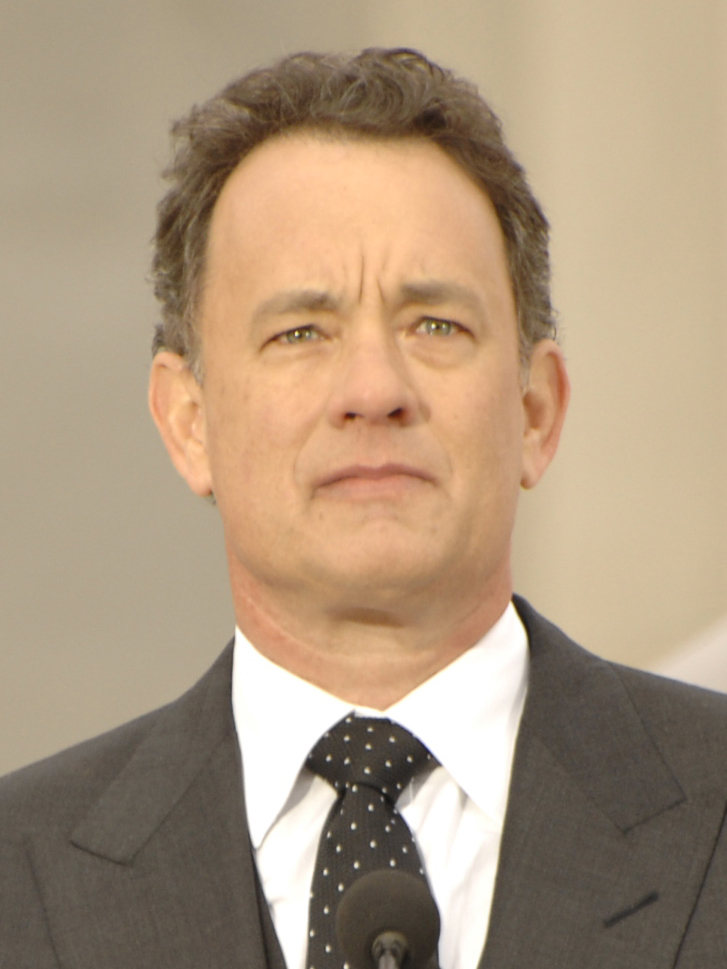
Tom Hanks
Bästa manliga huvudroll

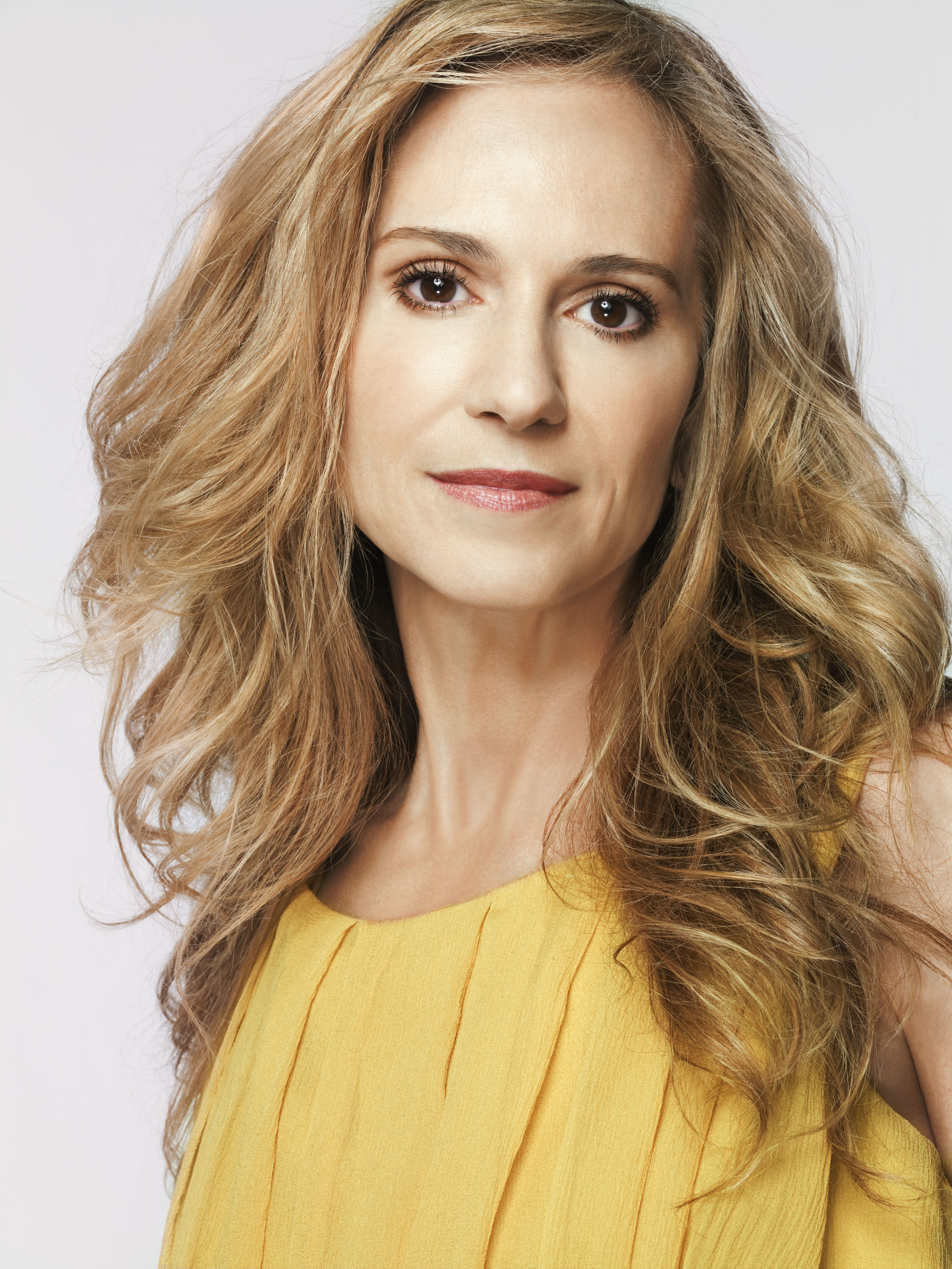
Holly Hunter
Bästa kvinnliga huvudroll

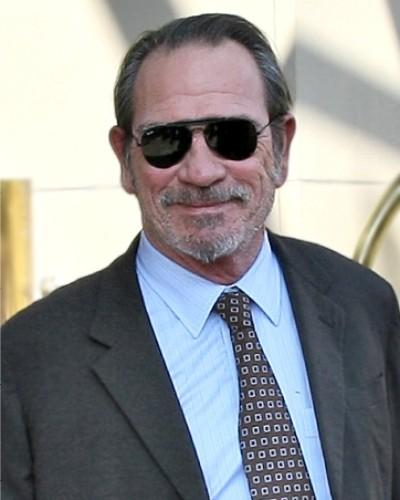
Tommy Lee Jones
Bästa manliga biroll

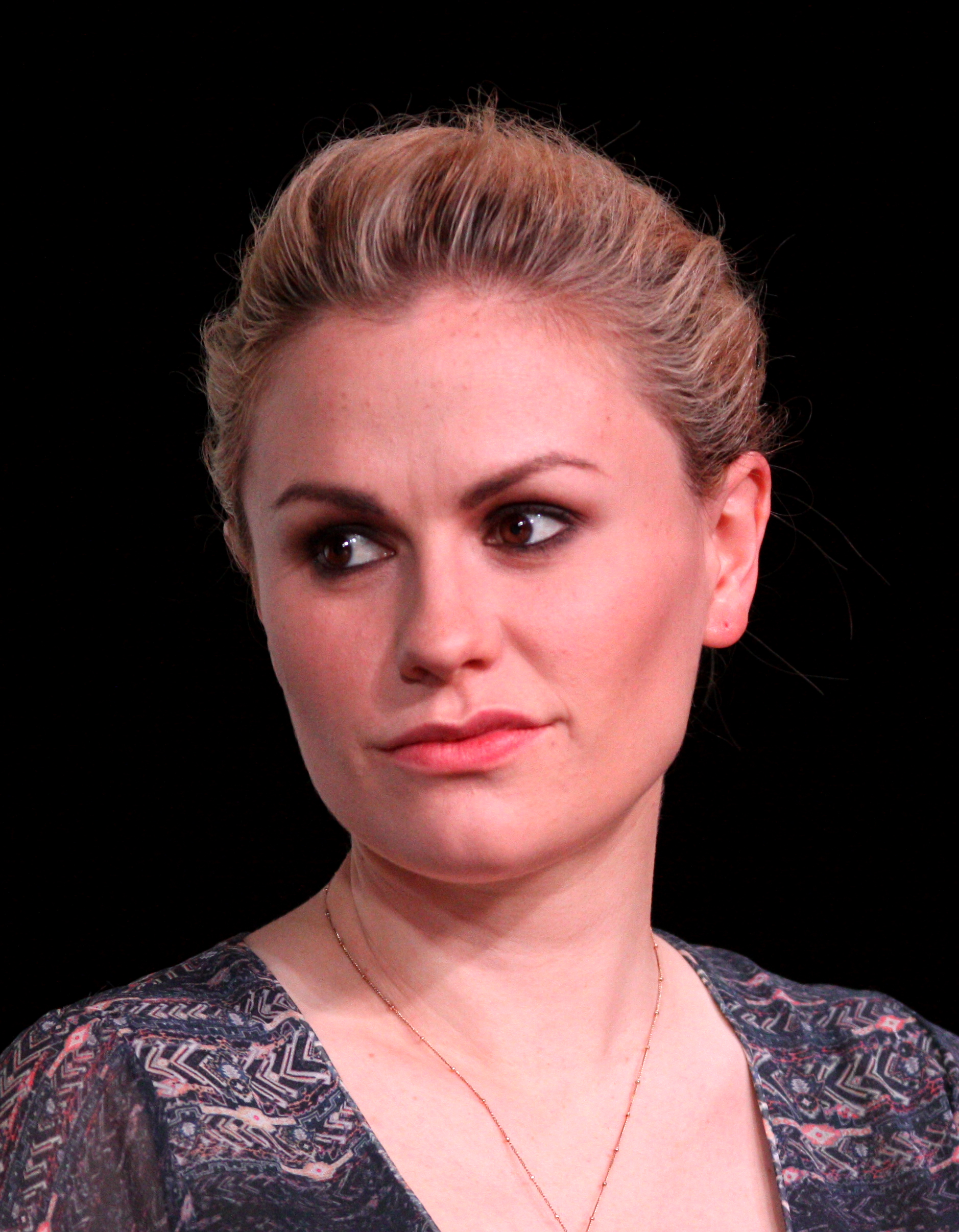
Anna Paquin
Bästa kvinnliga biroll

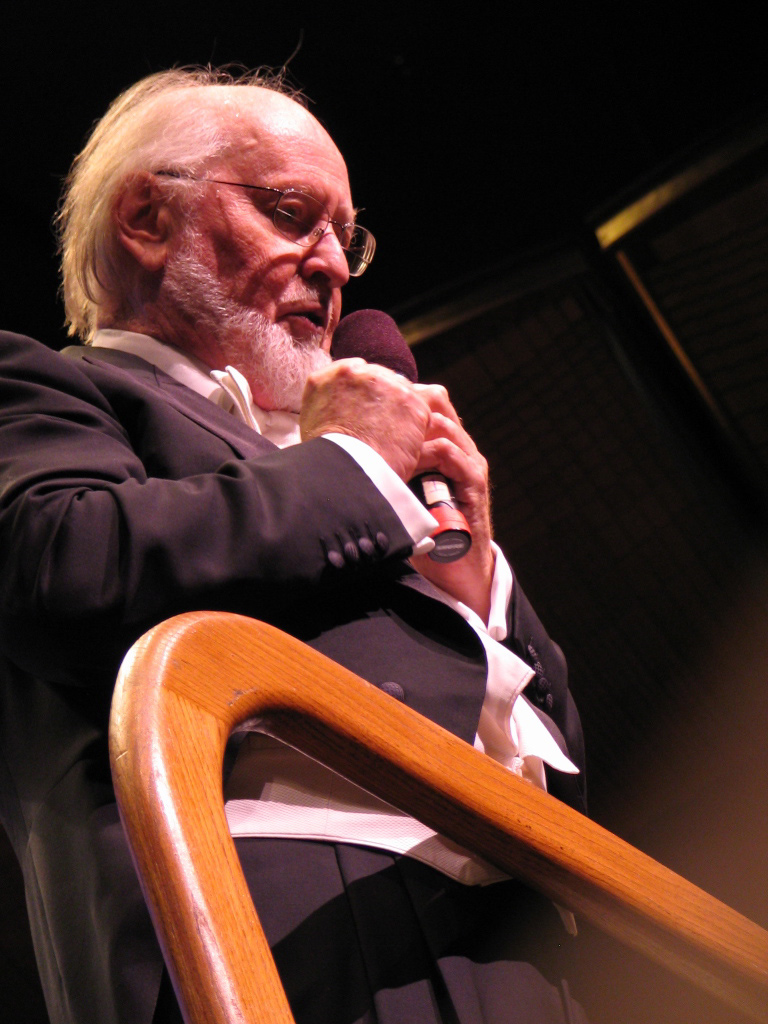
John Williams
Bästa filmmusik

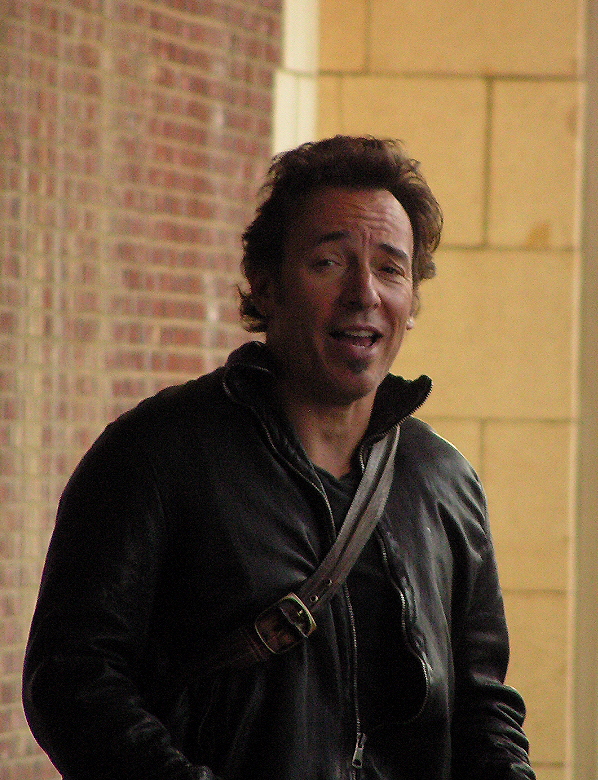
Bruce Springsteen
Bästa sång

| - Schindler's List – Steven Spielberg, Gerald R. Molen och Branko Lustig - Jagad – Arnold Kopelson - I faderns namn – Jim Sheridan - Pianot – Jan Chapman - Återstoden av dagen – Mike Nichols, John Calley och Ismail Merchant | - Steven Spielberg – Schindler's List - Robert Altman – Short Cuts - Jane Campion – Pianot - James Ivory – Återstoden av dagen - Jim Sheridan – I faderns namn |
| Bästa manliga huvudroll | Bästa kvinnliga huvudroll |
| - Tom Hanks – Philadelphia - Daniel Day-Lewis – I faderns namn - Laurence Fishburne – Tina - What's Love Got To Do with It - Anthony Hopkins – Återstoden av dagen - Liam Neeson – Schindler's List | - Holly Hunter – Pianot - Angela Bassett – Tina - What's Love Got To Do with It - Stockard Channing – Ett oväntat besök - Emma Thompson – Återstoden av dagen - Debra Winger – Shadowlands |
| Bästa manliga biroll | Bästa kvinnliga biroll |
| - Tommy Lee Jones – Jagad - Leonardo DiCaprio – Gilbert Grape - Ralph Fiennes – Schindler's List - John Malkovich – I skottlinjen - Pete Postlethwaite – I faderns namn | - Anna Paquin – Pianot - Holly Hunter – Firman - Rosie Perez – Utan fruktan - Winona Ryder – Oskuldens tid - Emma Thompson – I faderns namn |
| Bästa originalmanus | Bästa manus efter förlaga |
| - Jane Campion – Pianot - Gary Ross – Dave - Jeff Maguire – I skottlinjen - Ron Nyswaner – Philadelphia - Nora Ephron, David S. Ward och Jeff Arch – Sömnlös i Seattle | - Steven Zaillian – Schindler's List - Jay Cocks och Martin Scorsese – Oskuldens tid - Terry George och Jim Sheridan – I faderns namn - Ruth Prawer Jhabvala – Återstoden av dagen - William Nicholson – Shadowlands |
| Bästa icke-engelskspråkiga film | |
| - Belle époque – Fernando Trueba - Farväl min konkubin – Chen Kaige - Bröllopsfesten – Ang Lee - Doften av grön papaya – Anh Hung Tran - Hedd Wyn – Paul Turner | |
| Bästa dokumentär | Bästa kortfilmsdokumentär |
| - I Am a Promise: The Children of Stanton Elementary School – Susan Raymond och Alan Raymond - The Broadcast Tapes of Dr. Peter – David Paperny och Arthur Ginsberg - Children of Fate: Life and Death in a Sicilian Family – Susan Todd och Andrew Young - For Better or For Worse – David Collier och Betsy Thompson - The War Room – D.A. Pennebaker och Chris Hegedus | - Defending Our Lives – Margaret Lazarus och Renner Wunderlich - Blood Ties: The Life and Work of Sally Mann – Steven Cantor och Peter Spirer - Chicks in White Satin – Elaine Holliman och Jason Schneider |
| Bästa kortfilm | Bästa animerade kortfilm |
| - Schwarzfahrer – Pepe Danquart - Storstadshamn II – Stacy Title och Jonathan Penner - The Dutch Master – Susan Seidelman och Jonathan Brett - Partners – Peter Weller och Jana Sue Memel - The Screw – Didier Flamand | - Wallace & Gromit: Fel brallor – Nick Park - Blindscape – Stephen Palmer - The Mighty River – Frédéric Back och Hubert Tison - Small Talk – Bob Godfrey och Kevin Baldwin - The Village – Mark Baker |
| Bästa filmmusik | Bästa sång |
| - Schindler's List – John Williams - Oskuldens tid – Elmer Bernstein - Firman – Dave Grusin - Jagad – James Newton Howard - Återstoden av dagen – Richard Robbins | - "Streets of Philadelphia" från Philadelphia – Musik och Text av Bruce Springsteen - "Again" från Poetic Justice – Musik av Janet Jackson, Jimmy Jam och Terry Lewis - "The Day I Fall in Love" från Beethovens tvåa – Musik och Text av Carole Bayer Sager, James Ingram och Clif Magness - "Philadelphia" från Philadelphia – Musik och Text av Neil Young - "A Wink and a Smile" från Sömnlös i Seattle – Musik av Marc Shaiman; Text av Ramsey McLean |
| Bästa ljudredigering | Bästa ljud |
| - Jurassic Park – Gary Rydstrom och Richard Hymns - Cliffhanger – svindlande avgrund – Wylie Stateman och Gregg Baxter - Jagad – John Leveque och Bruce Stambler | - Jurassic Park – Gary Summers, Gary Rydstrom, Shawn Murphy och Ron Judkins - Cliffhanger – svindlande avgrund – Michael Minkler, Bob Beemer och Tim Cooney - Jagad – Donald O. Mitchell, Michael Herbick, Frank A. Montaño och Scott D. Smith - Geronimo – Chris Carpenter, Doug Hemphill, Bill W. Benton och Lee Orloff - Schindler's List – Andy Nelson, Steve Pederson, Scott Millan och Ron Judkins                                                   |
| Bästa scenografi | Bästa foto |
| - Schindler's List – Allan Starski och Ewa Braun - Den heliga familjen Addams – Ken Adam och Marvin March - Oskuldens tid – Dante Ferretti och Robert J. Franco - Orlando – Ben van Os och Jan Roelfs - Återstoden av dagen – Luciana Arrighi och Ian Whittaker | - Schindler's List – Janusz Kaminski - Farväl min konkubin – Changwei Gu - Jagad – Michael Chapman - Pianot – Stuart Dryburgh - Oskyldiga drag – Conrad L. Hall |
| Bästa smink | Bästa kostym |
| - Välkommen Mrs. Doubtfire – Greg Cannom, Ve Neill och Yolanda Toussieng - Philadelphia – Carl Fullerton och Alan D'Angerio - Schindler's List – Christina Smith, Matthew W. Mungle och Judith A. Cory | - Oskuldens tid – Gabriella Pescucci - Orlando – Sandy Powell - Pianot – Janet Patterson - Återstoden av dagen – Jenny Beavan och John Bright - Schindler's List – Anna B. Sheppard |
| Bästa klippning | Bästa specialeffekter |
| - Schindler's List – Michael Kahn - Jagad – Dennis Virkler, David Finfer, Dean Goodhill, Don Brochu, Richard Nord och Dov Hoenig - I skottlinjen – Anne V. Coates - I faderns namn – Gerry Hambling - Pianot – Veronika Jenet | - Jurassic Park – Dennis Muren, Stan Winston, Phil Tippett och Michael Lantieri - Cliffhanger – svindlande avgrund – Neil Krepela, John Richardson, John Bruno och Pamela Easley - The Nightmare Before Christmas – Pete Kozachik, Eric Leighton, Ariel Velasco-Shaw och Gordon Baker |

### Heders-Oscar
- Deborah Kerr

### Jean Hersholt Humanitarian Award
- Paul Newman

### Filmer med flera nomineringar
- 12 nomineringar: Schindler's List
- 8 nomineringar: Pianot och Återstoden av dagen
- 7 nomineringar: Jagad och I faderns namn
- 5 nomineringar: Oskuldens tid och Philadelphia
- 3 nomineringar: Cliffhanger - svindlande avgrund, I skottlinjen och Jurassic Park
- 2 nomineringar: Farväl min konkubin, Firman, Orlando, Shadowlands, Sömnlös i Seattle och Tina - What's Love Got To Do with It

### Filmer med flera vinster
- 7 vinster: Schindler's List
- 3 vinster: Jurassic Park och Pianot
- 2 vinster: Philadelphia

### Sveriges bidrag
Sverige skickade in Kådisbellan till galan som det svenska bidraget för priset i kategorin Bästa icke-engelskspråkiga film. Den blev inte nominerad.